# Бразілея (мікрорегіон)

Бразілея на карті штату Акрі

Бразілея (порт. Microrregião de Brasiléia) — мікрорегіон в Бразилії, входить в штат Акрі. Складова частина мезорегіону Валі-ду-Акрі. Населення становить 58 661 осіб на 2010 рік. Займає площу 14 122.166 км². Густота населення — 4,15 ос./км².

## Склад мікрорегіону
До складу мікрорегіону включені такі муніципалітети:
1. Асіс-Бразіл
2. Бразілея
3. Епітасіуландія
4. Шапурі

## Населення
Згідно з даними, зібраними під час перепису 2010 р. Національним інститутом географії і статистики (IBGE), населення мікрорегіону становить:
| Повне населення                               | Повне населення                               | Повне населення                               | Повне населення                               | 58 661 |
| --------------------------------------------- | --------------------------------------------- | --------------------------------------------- | --------------------------------------------- | ------ |
| в тому числі:                                 | Міське населення                              | 38 905                                        | Відсоток міського населення, %                | 0,66   |
|                                               | Сільське населення                            | 19 756                                        | Відсоток сільського населення, %              | 0,34   |
|                                               | Чоловіче населення                            | 30 071                                        | Відсоток чоловічого населення, %              | 0,51   |
|                                               | Жіноче населення                              | 28 590                                        | Відсоток жіночого населення, %                | 0,49   |
| Густота населення, ос./км²                    | Густота населення, ос./км²                    | Густота населення, ос./км²                    | Густота населення, ос./км²                    | 4,15   |
| Населення мікрорегіону в % до населення штату | Населення мікрорегіону в % до населення штату | Населення мікрорегіону в % до населення штату | Населення мікрорегіону в % до населення штату | 8,00   |

| Бразилія | Це незавершена стаття з географії Бразилії. Ви можете допомогти проєкту, виправивши або дописавши її. |